# Lieke Martens
Lieke Elisabeth Petronella Martens (født 16. december 1992) er en hollandsk fodboldspiller, der spiller for Paris Saint-Germain i Division 1 Féminine og Hollands landshold. Hun kan spille som midtbanespiller og angriber.
Martens har tidligere spillet for  SC Heerenveen (2009–10) og VVV-Venlo (2010–11) i den hollandske Eredivisie, for Standard Liège (2011–12) i den belgiske førstedivision, for FCR 2001 Duisburg (2012–14) i den tyske Bundesliga, for Kopparbergs/Göteborg FC (2014–15) og FC Rosengård (2015–16) i den svenske Damallsvenskan. Hun underskrev kontrakt for FC Barcelona den 12. juli 2017.
Hun blev i 2017, kåret som UEFA Europas bedste kvindelige fodboldspiller og The Best FIFA Women's Player, over spillerne Carli Lloyd og venezuelanske Deyna Castellanos.
Martens var med til vinde EM 2017 på hjemmebane, efter finalesejr over Danmark, hvor hun også blev kåret som turneringens bedste spiller. Hun var også med til at vinde sølv ved VM 2019 i Frankrig. Hun scorede begge to mål i ottendedelsfinalen mod Japan, som også var de eneste mål hun scorede i løbet af turneringen.
Med FC Barcelona nåede hun også finalen ved UEFA Women's Champions League 2018-19, men tabte til franske Olympique Lyonnais i finalen.
Efter fem år i den spanske storklub skiftede hun i juni 2022 til franske Paris Saint-Germain.

## Hæder
Standard Liège
- BeNe Super Cup (1): 2011

FC Rosengård
- Svenska Cupen (1): 2015–16
- Svenska Supercupen (1): 2016

Holland
- Bedste spiller ved EM i fodbold for kvinder 2017

## Meritter

### Internationalt
Holland
- EM i fodbold for kvinder
  - Vinder: 2017
- VM i fodbold for kvinder
  - Sølv: 2019
- Algarve Cup
  - Vinder: 2018[11]